# André Pédoussaut
André Pédoussaut, né le 13 décembre 1923 à Cours (Lot-et-Garonne) et mort le 15 novembre 1992 à Arpajon, est un peintre et illustrateur français.

## Biographie
Peintre figuratif, surréalisant et abstrait de la seconde nouvelle école de Paris, André Pédoussaut est admis à l'École des beaux-arts de Paris dans l'atelier de Jean Dupas. Il est lauréat du prix de la Casa de Velázquez en 1950 et sera résident à Madrid. Il concourt sans succès pour le prix de Rome de 1951, mais l'obtient l'année suivante. 
Il devient professeur à l'École nationale supérieure des beaux-arts de Paris et enseigne dans un atelier privé place des Vosges. Il installe son atelier sur la butte Montmartre et aura pour voisin le groupe des Amandiers dans les années 1960.
Une place de Laugnac (Lot-et-Garonne) porte son nom, ainsi qu'une salle du Centre culturel d'Agen.

## Salons
- Sociétaire du Salon des artistes français.
- Sociétaire de la Société nationale des beaux-arts.
- Sociétaire du Salon de la jeune peinture.
- Membre du comité du Salon des 109.

## Expositions
- [Quand ?] Paris, galerie Bernheim-Jeune.
- 2005: Agen, Centre culturel, 30 ans de peinture. « Le peintre André Pédoussaut, privilégie le mouvement avec des groupes ou des foules : Allez Agen, Heure de pointe, Le Rugby »[6].